# Paea Wolfgramm
Paea Wolfgramm (* 1. prosince 1969 ostrov Vava’u) je bývalý tonžský boxer supertěžké váhy, přezdívaný Tongan Warrior (Tonžský válečník). Měří 185 cm a váží 140 kg, žije v Aucklandu.
Začínal jako ragbista, boxu se věnoval až od 21 let. Jako amatér získal bronzovou medaili na Hrách Commonwealthu 1994 a v roce 1995 se stal mistrem Oceánie. Na olympiádě 1996 byl vlajkonošem tonžské výpravy. Získal stříbrnou medaili, která byla vůbec první olympijskou medailí nejen pro Tongu, ale pro všechny pacifické ostrovy. V nejtěžší váhové kategorii postupně vyřadil Sjarheje Ljachoviče (Bělorusko), Alexise Rubalcabu (Kuba) a Duncana Dokiwariho (Nigérie), ve finále pak podlehl Vladimiru Kličkovi (Ukrajina) 3:7 na body.
Po olympiádě se stal profesionálem, v letech 1996 až 2001 vyhrál v profiringu dvacet zápasů (z toho 14 knockoutem) a jen čtyři prohrál. V roce 2000 dvakrát bojoval o titul mistra světa v těžké váze: ve finále World Boxing Council ho knockoutoval Vladimir Kličko, ve finále International Boxing Organization prohrál na body s Kubáncem Eliecerem Castillem.